# 彼得·克斯滕
彼得·克斯滕（德語：Peter Kersten，1958年2月1日—），生于马格德堡，德国男子赛艇运动员。他曾代表东德参加1980年夏季奥林匹克运动会赛艇比赛，获得男子单人双桨铜牌。